# Mičiče
Mičiče (nemško Mitschig) je naselje občine Šmohor - Preseško jezero v okraju Šmohor na Koroškem v Avstriji.